# Эстемпюи
Эстемпюи́ (фр. Estaimpuis, валлон. и пикард. Timpu, нидерл. Steenput) — коммуна в Валлонии, расположенная в провинции Эно, округ Турне. Принадлежит Французскому языковому сообществу Бельгии. На площади 31,75 км² проживают 9643 человека (плотность населения — 304 чел./км²), из которых 48,64 % — мужчины и 51,36 % — женщины. Средний годовой доход на душу населения в 2003 году составлял 10 699 евро.
Почтовый код: 7730. Телефонный код: 069.